# 真龍
真 龍（チン・ヨン、英語: Jin Yong、朝鮮語: 진용、2003年4月8日 - ）は、大韓民国の男子バドミントン選手。かつては陳勇と訳されていた。

## 経歴
男子ダブルスで3歳年上の羅星昇とペアを組む。
2020年1月に韓国のYONEXバドミントンチームに入団。
デンマーク・マスターズやベトナム・インターナショナルなどで優勝。

### 2023年
10月のデンマーク・オープンでは、1回戦で世界ランク12位のレオ・ローリー・カルナンド / ダニエル・マーティンを破り、2回戦では世界ランク7位の保木卓朗 / 小林優吾を破って準々決勝に進出。準々決勝ではファジャル・アルフィアン / ムハマド・リアン・アルディアントに敗れて敗退した。

### 2024年
5月のマレーシア・マスターズでは、準々決勝で世界ランク4位のアーロン・チア / ソー・ウーイックを破る。準決勝では世界ランク11位の何濟霆 / 任翔宇を破って決勝に進出するが、デンマークペアに敗れ準優勝となった。
第1シードを破って、キャリア初のワールドツアー上位大会決勝進出を果たした。
10月の韓国マスターズでは金元昊とのペアで出場。第2シードの李哲輝 / 楊博軒や、実質の同胞1番手の奇東柱 / 徐承宰を破るなどして、即席ペアにして準優勝を果たした。
11月からは徐承宰とペアを組む。
同月の中国マスターズでは、世界ランク7位の保木卓朗 / 小林優吾や世界ランク9位のサトウィクサイラジ・ランキレッディ / チラグ・シェッティを破るなどして優勝。結成2大会目のノーシードでワールドツアー上位大会制覇を成し遂げた。

### 2025年
7月の世界大学大会では、男子ダブルスに李鐘民とのペアで出場し、決勝まで全てストレートで勝利し、圧倒的な強さで優勝した。